# Спартак: Война проклятых
«Спартак: Война проклятых» (англ. Spartacus: War of the Damned) — третий и заключительный сезон телесериала кабельного канала Starz «Спартак», продолжение сезона «Спартак: Месть». Сериал был вдохновлён восстанием Спартака. Премьера состоялась 25 января 2013 года, окончание состоялось 12 апреля 2013 года. В качестве режиссёра выступил Майкл Хёрст.

## Сюжет
В прошлом сезоне Спартак: Месть, Спартак у подножия вулкана Везувий одолел Гая Клавдия Глабра и убедил Рим в серьёзности своих намерений. В новом сезоне Гай Юлий Цезарь (Тодд Ласанс) и Марк Лициний Красс (Саймон Мерреллс) объединятся, чтобы подавить восстания рабов, в то время как армия Спартака выросла в тысячи раз.

## В ролях

### Повстанцы
- Лиам МакИнтайр — Спартак, фракийский воин, пленённый и отданный в рабство Дому Батиата в качестве гладиатора и добившийся большой славы на песках арены. Главный предводитель и инициатор восстания, в ходе которого неоднократно демонстрирует выдающиеся полководческие таланты. Основным мотивом его действий является месть за смерть жены, убитой римлянами.
- Ману Беннетт — Крикс, бывший чемпион Капуи, родом из Галлии. До начала восстания пребывал со Спартаком во враждебных отношениях, но позже признал его братом и стал вторым предводителем восстания. Из-за постоянных разногласий, между ними нередко возникают конфликты. Любовный интерес Невии.
- Дастин Клэр — Ганник, воин кельтского происхождения, один из лучших гладиаторов своего времени, которого часто нарекали богом арены. Единственный, кто добился свободы до восстания. Тем не менее, во время мятежа выбрал сторону восставших, во многом ради Эномая. Несмотря на всеобщее признание, не желает быть лидером. Любовный интерес Сибиллы.
- Дэн Фьюрригал — Агрон, гладиатор германского происхождения. Правая рука и верный друг Спартака. Один из лидеров и инициаторов восстания. Во время бунта на вилле Батиата, в сражении с римлянами потерял брата. Любовный интерес Назира.
- Синтия Аддай-Робинсон —  Невия, возлюбленная Крикса. Была личной рабыней Лукреции, которая, узнав о романе с Криксом, обрекла её на мучения. Во время начала восстания спасена Криксом, но в результате тяжёлой психологической травмы сильно изменилась.
- Пана Хема Тейлор — Назир, бывший сирийский раб. Один из приближённых помощников Спартака. Состоит в любовных отношениях с Агроном.
- Эллен Холлман — Сакса, опытная германская воительница. Бывшая любовница Ганника.
- Хит Джонс — Донар, бывший гладиатор из Дома Батиата. Один из приближённых помощников Спартака.
- Гвендолин Тейлор — Сибилла, рабыня, освобождённая повстанцами во время захвата Синуэссы. Впоследствии становится романтическим интересом Ганника, который поначалу её отвергал, будучи любовником Саксы.
- Дитч Дэйви — Немет, германский воин.
- Барри Даффилд — Луго, германский воин. Один из помощников Спартака.
- Блессинг Моголоа — Каст, бывший киликийский пират, оказавшийся в рядах повстанцев по случайному стечению обстоятельств, однако быстро вошедший в доверие. Безуспешно проявлял романтический интерес к Назиру.

### Римляне
- Саймон Мерреллс — Марк Лициний Красс, богатейший человек Рима, к которому сенат вынужден обратиться за помощью в подавлении восстания. Умён и расчётлив. В отличие от предыдущих врагов Спартака, Марк им восхищается и не склонен его недооценивать. Несмотря на некие черты благородства, может быть крайне жесток как к врагам, так и к собственным подчинённым, и даже к близким людям.
- Тодд Ласанс — молодой Гай Юлий Цезарь, привлечённый к подавлению восстания Крассом. При его поддержке становится военным трибуном. Несмотря на беспечность, неоднократно проявляет хитрость и находчивость, которые спасают ему жизнь.
- Кристиан Антидорми — Тиберий, старший сын Марка Красса, страстно желающий проявить себя перед отцом. «Слово и Воля» Марка. Состоит во враждебных отношениях с Цезарем, являющийся его конкурентом.
- Анна Хатчисон — Лаэта, римская гражданка, вдова эдила Синуэссы. Взята в плен во время взятия Синуэссы. Впоследствии становится любовницей Спартака.
- Колин Мой — Метелл, сенатор Рима. Обратился к Крассу за помощью от лица сената.

### Другие
- Дженна Линд — Кора, привилегированная рабыня Красса, с которой он состоит в тайных романтических отношениях. События военного конфликта заставят её принять нелёгкие решения.
- Винс Колосимо — Гераклео, предводитель киликийских пиратов. Предлагает сотрудничество повстанцам после взятия Синуэссы.
- Ричард Нортон — Хиларус, бывший гладиатор, тренер по фехтованию Марка Красса

## Эпизоды
| № общий | № в сезоне | Название                                       | Режиссёр       | Автор сценария               | Дата премьеры   | Произв. код | Зрители США (млн) |
| --- | ---------- | ---------------------------------------------- | -------------- | ---------------------------- | --------------- | ----------- | ----------------- |
| 24 | 1          | «Враги Рима» «Enemies of Rome»                 | Марк Бисли     | Стивен С. ДеНайт             | 25 января 2013  | SPS301      | 0,93              |
| Серия начинается с батальной сцены, в которой возросшая армия Спартака одерживает победу над легионом Кассиния и Фурия. Легатам в последний момент удаётся бежать с оставшимся войском. В полном отчаянии они требуют у сенатора Метелла подкрепления. Сенату приходится обратиться за помощью к богатейшему человеку республики — Марку Крассу. Красс соглашается собрать десятитысячное войско на свои средства, с условием, что руководить им будет он, пусть под контролем Кассиния и Фурия. Спартак и его люди устраивают засаду на гонцов Красса и перехватывают послание о скором прибытии его войск. Мятежники решают покончить с Кассинием и Фурием до прибытия к тем подкрепления. Тем временем Красс тренирует искусство боя с бывшим чемпионом арены — Хиларусом. Все последние месяцы Марк старательно обучается у него мастерству. Недовольный осторожностью гладиатора, Красс приказывает Хиларусу вступить с ним в смертельную схватку, обещая свободу и состояние, если тот выйдет победителем. В поединке Красс одерживает победу и благодарит умирающего Хиларуса, обещая поставить памятник в его честь. Спартак, хитростью выманив основное войско Фурия и Кассиния из лагеря, вместе с Ганником и Криксом пробирается в их виллу. Фракиец обезглавливает легатов и приказывает использовать их головы для устрашения врагов. Армия мятежников без труда разбивает обескураженное римское войско. Позже выясняется, что перехват послания и падение Фурия и Кассиния подстроены Крассом. План Марка полностью срабатывает: сенат передаёт ему командование войском и присваивает императорский титул. |            |                                                |                |                              |                 |             |                   |
| 25 | 2          | «Волки у ворот» «Wolves at the Gate»           | Джеси Уорн     | Аарон Хелбинг и Тодд Хелбинг | 1 февраля 2013  | SPS302      | 0,82              |
| Спартак планирует взятие города Синуэссы, расположенного на побережье. Он намеревается проникнуть туда и под покровом ночи открыть ворота для своей армии. Переодевшись в купцов, Спартак, Ганник и Крикс пробираются в город, оставив оружие у стражи. Едва оказавшись в стенах города, они становятся свидетелями казни раба, подозреваемого в измене. Жители города безжалостно забрасывают его камнями по разрешению эдила города. Ганник приводит соратников к своему старому другу — кузнецу Аттию. Аттий после недолгих колебаний соглашается за крупную сумму денег сковать им два меча к наступлению темноты. Спартак велит Криксу возвращаться к остальным и готовиться к нападению, а сам идёт осматривать зерновое хранилище, где знакомится с эдилом и его женой Лаэтой. Тем временем, Марк Красс приглашает к себе Юлия Цезаря и предлагает ему присоединиться к подавлению восстания Спартака, обещая покрыть все его долги. Юный Тиберий, сын Красса, всеми силами пытается доказать отцу, что он достоин титула легата, но с прибытием Цезаря осознаёт, что у него мало шансов на успех. Жена Красса желает отправиться вместе с мужем в военную кампанию, однако Марк велит ей остаться в Риме. Он предпочитает взять с собой рабыню Кору, с которой находится в тайных любовных отношениях. С наступлением вечера задача Спартака и его соратников неожиданно усложняется новым указом эдила, запрещающим находиться на улице до рассвета. Они уговаривают Аттия посодействовать им, пообещав ему 5000 динариев. Кузнец поднимает тревогу на улице и, заманив большинство стражников в оружейную, запирает их. В это время Спартак и Ганник с боем прорываются к воротам и успевают открыть их. Армия мятежников во главе с Криксом врывается в город и устраивает там резню. Спартак убивает эдила, когда тот пытается поджечь хранилище зерна. Фракиец приказывает не убивать уцелевших мирных жителей, чем вызывает недовольство среди его людей. На военном собрании Марк Красс легатом назначает не Цезаря, а Тиберия и приказывает ему следить за передвижением войск Спартака, но не вступать с ними в бой. Это приводит Цезаря в ярость, однако Марк успокаивает того, заверив, что при его финансовой поддержке Юлий скоро будет назначен военным трибуном. |            |                                                |                |                              |                 |             |                   |
| 26 | 3          | «Люди чести» «Men of Honor»                    | Джон Фоусетт   | Брент Флетчер                | 8 февраля 2013  | SPS303      | 0,95              |
| Закованных пленных римлян держат на улице. Агрон настаивает на том, что надо от них избавиться, поскольку запас провизии на их содержание слишком мал, однако Спартак непреклонен. Немет провоцирует стычку между двумя пленными за кусок хлеба. Крикс, несмотря на запрет Спартака, заставляет их вступить в смертную схватку и определить тем самым, кому достанется хлеб в качестве награды. В поединке побеждает Ульпиан, бывший пекарь. Как только он тянется за «наградой», Невия бьёт его мечом по руке, обвиняя пекаря в попытке нападения. Возмущённый таким обращением с пленниками, Аттий грубо оскорбляет Невию, в результате чего чуть не ввязывается в драку с Криксом, который и без того относится к кузнецу с крайним недоверием. Отряд Тиберия воссоединяется с остатком войск Муммия. К ним в лагерь приходит выживший стражник с Синуэссы и сообщает о взятии города. Цезарь убивает его за бегство с поля боя. Разозлённый произволом Юлия, Тиберий приказывает ему возвращаться к Марку Крассу. Сам же легат с солдатами отправляется к Синуэссе. К городу приплывают киликийские пираты. Их предводитель Гераклео желает заполучить печать эдила для торговли награбленными товарами. Узнав у Лаэты, где она находится, Спартак предлагает пиратам обменять весь их провиант с кораблей на печать и деньги. Они договариваются осуществить сделку на нейтральной территории у побережья, за стенами города. Спартак снимает оковы с Лаэты и разрешает ей свободно перемещаться по городу. Бывшая рабыня Сибилла постоянно следует за Ганником. В его лице она видит освободителя, так как именно он убил её хозяина, и мечтает его отблагодарить. Однако Ганник её отвергает, даже когда его любовница Сакса предлагает ему «развлечься» с Сибиллой. Тиберий, совершая разведывательную вылазку со своими людьми, обнаруживает киликийцев и группу мятежников во главе со Спартаком, собирающихся приступить к сделке. Несмотря на запрет отца вступать в бой, юный легат принимает решение напасть на них и приказывает Муммию готовить людей. В городе Сакса сообщает об исчезновении Ульпиана и других пленных. Невия отправляется в кузницу Аттия и, обвиняя римлянина в причастности к побегу, нападает на него. В бою она с трудом одерживает верх и жестоко убивает кузнеца его же молотом. Переговоры Спартака с киликийцами заходят в тупик. Их прерывает внезапная атака отряда Тиберия. Пираты и повстанцы вынуждены вместе вступить в сражение с римлянами. Подступающее подкрепление обрекает Спартака и его людей на верную смерть. Но неожиданно Гераклио подаёт сигнал, и пираты, оставшиеся на кораблях, начинают обстрел римлян горящими снарядами с катапульт. Обстрел уничтожает почти всё подкрепление, гибнет и Мумий. Такой неожиданный поворот событий деморализует римлян. Вопреки приказу отважно сражающегося Тиберия, солдаты отступают. Сам Тиберий получает ранение, и его друг Сабин выносит легата с поле боя. После сражения Спартак разрешает кораблям Гераклео причалить к городу. Невия заявляет, что Аттий напал на неё, когда она обвинила его в содействии бегству пленников, в результате чего она была вынуждена убить его. Ганник опечален кончиной своего друга. Тем временем, Лаэта тайно проносит еду в убежище под конюшней, где прячутся сбежавшие пленники. |            |                                                |                |                              |                 |             |                   |
| 27 | 4          | «Децимация» «Decimation»                       | Майкл Хёрст    | Шеймас Кевин Фэйи            | 22 февраля 2013 | SPS304      | 0,88              |
| В Синуэссу под видом раба внедряется Гай Юлий Цезарь. Ему удаётся убедить Спартака и его людей, что он беглый раб по имени Лициск. Видя недовольство Немета Спартаком, Цезарь пытается расположить его к себе. Марк Красс прощает своему сыну Тиберию поражение, но его людей приказывает приготовить к децимации за отступление с поля боя. Сибилла случайно обнаруживает у Лаэты еду для скрывающихся беглецов, о чём немедленно сообщает Ганнику. Тем временем Немет отводит Цезаря в тайное место, где он держит пленную римлянку Фабию для плотских утех. Он требует, чтобы Лициск овладел ею и нанёс ей рану ножом, доказав тем самым, что он не за римлян. Оставшись с пленницей наедине, Цезарь раскрывается перед ней и обещает скорое освобождение. Но измученная римлянка больше не в силах страдать: она просит Гая убить её. Сжалившийся Цезарь выполняет просьбу. В лагере Красса начинается децимация. Марк неожиданно меняет своё решение и заставляет Тиберия принять участие в смертном жребии вместе со всем отрядом. По воле жребия в числе обречённых на смерть оказывается Сабин. Тиберий вынужден собственноручно убить своего верного друга. Выживших солдат с позором отправляют во вспомогательный лагерь. Цезарь заявляет Немету, что он убил римлянку, потому что все пленники должны умереть. Немет поддерживает эту идею. Они начинают подстрекать Крикса, Невию и толпу к казни заключённых. Тем временем Ганник и Сакса при помощи Сибиллы выслеживают Лаэту и обнаруживают скрывающихся беглецов. Узнав о непричастности Аттия к побегу, разъярённый Ганник вступает с Невией в буйный конфликт, в результате чего ввязывается в драку с Криксом. Воспользовавшись этим, один из пленников, брат Фабии, пытается задушить Немета, решив, что это он убил его сестру. Немета спасает Цезарь. Драку останавливает Невия, лишив Ганника сознания ударом камня по голове. Окончательно поддавшись провокациям Цезаря и Невии, Крикс нарушает запрет Спартака и приказывает убить всех пленных. Завёденная толпа учиняет резню, продолжающуюся, пока не вмешивается Спартак. Между предводителями восстания возникает раздор. Спартак теряет доверие к соратнику, а Крикс, недовольный его действиями, начинает задумываться о «собственном пути». Истинная цель Цезаря близка к осуществлению: армия мятежников на грани раскола. |            |                                                |                |                              |                 |             |                   |
| 28 | 5          | «Братья по крови» «Blood Brothers»             | Т. Дж. Скотт   | Эллисон Миллер               | 1 марта 2013    | SPS305      | 1,02              |
| В городе царит напряжённая атмосфера. Многие поддерживают действия Крикса и считают, что Спартак заблуждается. Сам же Спартак неожиданно покидает город на корабле вместе с Ганником и килликийцами, не поставив никого в известность. Это ухудшает и без того уже пошатнувшиеся отношения между Криксом и Спартаком. В лагерь Красса прибывает сенатор Метелл. Он выражает своё недовольство бездействием императора и проведённой децимацией, а также сообщает о скором прибытии Помпея, одержавшего победу в Испании. Марк уверяет его, что всё идёт по плану. Выясняется, что Спартак отправился в Сицилию, чтобы ограбить караван Красса. По пути он заручается поддержкой Ганника. Разочаровавшись в Криксе, фракиец просит Ганника принять на себя предводительство, если сам он падёт. Ограбление каравана проходит успешно, Спартак и его люди перехватывают римский провиант. Наблюдая с городской стены, Невия и Крикс обнаруживают небольшой отряд Красса неподалёку от города. Крикс отдаёт приказ атаковать людей Красса. Его останавливает вовремя вернувшийся Спартак. Он угрожает изгнать любого, кто ещё раз попытается открыть ворота без его разрешения. Кроме того, фракиец отдаёт приказ выпустить оставшихся пленников, что приводит Крикса в ярость. Освобождая Лаэту, Спартак сообщает ей, что желает отправиться в Сицилию вместе с преданными ему людьми подальше от людей Крикса, которые останутся в городе. Позже Спартак признаётся Криксу, что специально выпустил пленников, чтобы Лаэта передала заведомо ложную информацию римлянам. Сам же он разрабатывает план нападения на войско Красса с двух сторон. Согласно плану, Крикс со своими людьми должен незаметно покинуть город через ущелье, а киликийские пираты перевезти войско Спартака морским путём. Так и происходит: освобождённых пленников находят римские солдаты, и Лаэта передаёт Марку Крассу всё, что слышала от Спартака. Однако Красс не поддаётся на уловку предводителя мятежников. Получив данные разведки, он сообщает, что готов приступить к реализации плана. Тиберий грустит по поводу кончины своего друга. Рабыня Кора по просьбе Красса приглядывает за ним и пытается утешить отчаявшегося юношу. Тиберий, желая отомстить отцу, насилует любовницу Марка. Армия мятежников готовится разойтись согласно плану Спартака. Чтобы создать видимость присутствия народа в городе, на стенах укрепляют переодетые тела павших римлян. Цезарь убивает Немета, а затем направляется к причалу, где Спартак и Ганник ожидают прибытия пиратов. Гераклео предаёт Спартака и привозит с собой на корабле римских солдат, которые немедленно атакуют. Цезарь внезапно нападает на фракийца и ранит его ножом в спину. Раненый Спартак и Ганник отважно сражаются с врагами, но число тех слишком велико. Цезарь, не дожидаясь конца боя, берёт с собой несколько солдат и предпринимает штурм ворот. Обречённых на смерть Спартака и Ганника спасает Крикс, вовремя подошедший со своими людьми на подмогу. Мятежники, расправившись с римлянами и пиратами, замечают приближающийся к городу римский флот. Спартак приказывает всем отступать к ущелью. Тем временем Цезарь атакует главные ворота, которые охраняют Агрон, Сакса и Донар. Им удаётся перебить подручных Цезаря и предотвратить открытие ворот, однако Гай успевает их поджечь. Агрон собирается добить нейтрализованного Цезаря, но в этот момент ворота начинают проламываться под ударами тарана: Красс начинает штурм города. |            |                                                |                |                              |                 |             |                   |
| 29 | 6          | «Трофеи войны» «Spoils of War»                 | Марк Бисли     | Джед Уидон                   | 8 марта 2013    | SPS306      | 0,87              |
| Армия Красса врывается в город. Спартак отдаёт приказ отступать к ущелью через северные ворота. Ганник решается на самоубийственную затею отвлечь людей Красса, выиграв тем самым время на отступление, а Донар вызывается ему помочь. Они поджигают хранилище и обнаруживают там прячущуюся от римлян Сибиллу, которую берут с собой. На обратной дороге Донар в бою получает ранение и теряет сознание. Ганник и Сибилла, решив, что он умер, оставляют его и укрываются в убежище под конюшней. План Ганника не срабатывает, Красс игнорирует пожар и направляет своих людей к северным воротам, через которые уже вовсю отступают повстанцы. Также по дороге они захватывают в плен оставшегося в городе киликийца Каста, утверждающего, что не причастен к предательству. Самому Спартаку в последний момент удаётся уйти. Марк приказывает не устраивать погоню и позволяет им бежать. Тиберий шантажирует Кору, грозя оклеветать её в глазах отца, если та расскажет Марку о произошедшем между ними. Красс предоставляет возможность сыну принять участие в церемонии истязания пленных и реабилитироваться на глазах у легиона. Киликийские пираты во главе с выжившим Гераклео приходят к Крассу за обещанной наградой. Выясняется, что в их сделку, помимо денег, входила и Лаэта. Марк отдаёт её. Тем самым он присваивает себе захваченный город, оставив его без руководства. Пираты уводят римлянку и выжигают на ней клеймо рабыни. В этот момент, на разбойников нападает Ганник и перебивает их. Лаэта убивает Гераклео. Ей ничего не остаётся, как пойти с Ганником и Сибиллой. В это время происходит истязание пленных. В их числе оказывается и Донар. Римляне при поддержке Красса славят Цезаря за его триумф. Тиберий подстраивает нападение Донара на Цезаря, желая унизить своего соперника. Юлий приказывает страже не вмешиваться и вступает с ним в поединок на мечах, в котором с трудом одолевает раненого гладиатора. Ганник надевает опознавательный медальон Красса, снятого с трупа Гераклео, и, накинув его плащ, направляется к выходу из города, ведя за собой Лаэту и Сибиллу как пленниц. По дороге они натыкаются на Цезаря, который их разоблачает. Тем не менее, с помощью оказавшихся рядом лошадей, повстанцам удаётся бежать. В ходе побега Лаэта получает ранение. Беглецы успешно достигают людей Спартака, обосновавшихся в снежном ущелье. Мятежники обнаруживают построенную людьми Красса стену и ров, перекрывающие выход из ущелья. Спартак с горечью осознаёт, что Красс изначально планировал их загнать в ловушку. |            |                                                |                |                              |                 |             |                   |
| 30 | 7          | «Смерть неизбежна» «Mors Indecepta»            | Джеси Уорн     | Дэвид Коб и Марк Лейтнер     | 15 марта 2013   | SPS307      | 1,09              |
| Римское войско подходит к ущелью, но не спешит атаковать: солдаты ждут Марка Красса, который ещё в Синуэссе. Император приказывает поставить свой преторий поближе к месту битвы. Красс восстанавливает Тиберию титул легата и обещает назначить управляющим Синуэссы после подавления восстания. Также он говорит, что с ним останется и Кора, о чём Тиберий не упускает возможность рассказать рабыне. Видя, что преторий расположен близко, Спартак решает пробраться туда и убить Красса, ослабив тем самым его армию. С наступлением ночи, группа Спартака тайно пробирается в лагерь и, перебив всю стражу, врывается в преторий. Однако и на этот раз это оказывается лишь уловкой Красса. Мятежники оказываются в западне. В бою Невия получает ранение и едва не гибнет. Её спасает Спартак. Повстанцы вынуждены отступить к своему лагерю. Красс отправляется в лагерь и приказывает Цезарю и Тиберию задержаться в городе и собрать оставшееся в Синуэссе войско. Цезарь вновь недоволен тем, что им командует Тиберий. Кора говорит Юлию, что знает, как избавиться от юного легата и уговаривает провести её в военный лагерь к Крассу. Между тем, в ущелье начинается сильная снежная буря. Римляне решают переждать её. Между Спартаком и Криксом возникает очередная ссора. Галл недоволен нежеланием Спартака идти в открытый бой. Он заявляет о своём намерении самостоятельно собрать людей и повести их в бой. В результате между ними происходит драка. Ганник застаёт теряющую сознание Сибиллу, продолжающей молитвенный обряд во время бури. Они находят укрытие и впоследствии занимаются там любовью. Агрон по просьбе Назира освобождает Каста. Кора, так и не решившись рассказать Марку, что сделал с ней Тиберий, решает покинуть его. Она сбегает из лагеря и перебирается к мятежникам. От бури умирают тысячи повстанцев, так и не нашедших себе пристанища. Спартак со своими людьми совершает вылазку на стену и перебивает весь располагающийся там гарнизон. За стеной оказывается немного римских солдат, повстанцы без труда их одолевают. Спартак приказывает пробить брешь в стене. Наутро, римляне обнаруживают, что повстанцы сбежали. Красс в сопровождении Тиберия, Цезаря и небольшой группы солдат, идёт осматривать ров и обнаруживает там мост, сложенный из тел погибших от бури мятежников. Неожиданно на стенах появляется отряд Спартака, который начинает забрасывать группу копьями. На этот раз Красс вынужден спасаться бегством. |            |                                                |                |                              |                 |             |                   |
| 31 | 8          | «Разные пути» «Separate Paths»                 | Т. Дж. Скотт   | Брент Флетчер                | 22 марта 2013   | SPS308      | 1,09              |
| Красс преследует армию Спартака. Фракиец со своими людьми вынужден по несколько раз день вступать в бой с римскими солдатами, настигающих их. В лагерь Марка вновь прибывает Метелл и выражает своё недовольство его последним провалом. Когда он упоминает Кору, Красс жестоко избивает сенатора и угрожает расправой. Цезарь опасается за Красса, утрачивающего контроль над собой. Он пытается уговорить Тиберия повлиять на него, но легат отказывается. В лагере Спартака у одной из беременных женщин начинаются схватки. Кора успешно принимает роды. Спартак замечает на ней клеймо Красса, и, подозревая в шпионаже, начинает её допрашивать. Лаэта уговаривает фракийца принять рабыню. Спартак рассказывает о своём плане пересечь Альпы и затем распустить людей, поскольку отыскать их там будет сложно даже Крассу. Криксу не нравится эта идея, он намеревается собрать людей и двинуться на столицу республики. Спартак не поддерживает его, но обещает не стоять у него на пути. Повстанцы обнаруживают небольшую деревню на долине и разграбляют её. Сакса недовольна романом Ганника с Сибиллой, но не вмешивается, надеясь, что та ему скоро наскучит. Между Спартаком и Лаэтой возникают чувства. Они занимаются любовью. Наутро армия разделяется. Ганник остаётся со Спартаком, а Агрон принимает решение пойти с Криксом и Невией, при этом он просит Назира последовать за фракийцем, боясь за жизнь возлюбленного. Предводители прощаются и расходятся. Когда римляне узнают о разделе армии, Тиберий предлагает отцу дальше действовать против Спартака, считая, что Крикс не представляет серьёзной угрозы Риму, а Цезарь настаивает на немедленное выступление на помощь столице. Цезарь выясняет, что произошло между Корой и Тиберием, и, в одиночку явившись к нему, пытается шантажировать последнего, требуя, чтобы он повлиял на отца. Однако, стража по приказу легата схватывает Юлия, а сам Тиберий насилует и его. Армия Крикса одерживает победу за победой, приближаясь к Риму. Когда они достигают столицы, им навстречу выдвигается последний оставшийся в городе легион под началом претора Аррия. Мятежники успешно громят его, претора убивает лично Крикс. Повстанцы уже начинают ликовать, как неожиданно прибывает войско Красса. Они отважно вступают в сражение с прибывшей армией, но проигрывают многократно превышающим их числом силам. Агрона сражает Тиберий ударом со спины. Цезарь вступает в схватку с Криксом. Гладиатор одерживает верх, но тот же Тиберий не даёт галлу добить поверженного соперника, пронзая Крикса копьём в спину. Красс приказывает отрубить умирающему предводителю голову, которая послужит устрашающим посланием Спартаку. На глазах у схваченной Невии, Тиберий исполняет приказ. |            |                                                |                |                              |                 |             |                   |
| 32 | 9          | «Мёртвые и умирающие» «The Dead and the Dying» | Майкл Хёрст    | Джеффри Белл                 | 5 апреля 2013   | SPS309      | 1,07              |
| Группа во главе со Спартаком нападает на отряд римских гонцов и, перебив его, обнаруживает, что это были люди Гнея Помпея. Изнурённая Невия, которую Красс отпустил, чтобы она передала фракийцу голову Крикса, добирается до лагеря Спартака и рассказывает, что произошло. В лагерь Марка Красса прибывает гонец Помпея и передаёт сообщение, что Гней хочет объединить усилия против Спартака и желает лично встретиться. Цезарь убеждает Марка дать согласие и отправить на переговоры Тиберия. Легат с небольшим отрядом прибывает на место встречи, но оказывается в западне: вместо Помпея там оказывается Спартак, который всё подстроил. Тиберия и его людей берут в плен. Выясняется, что Цезарь узнал человека Спартака, выдававшего себя за гонца, но не стал его разоблачать, желая избавиться от Тиберия. Когда Красс узнаёт о пленении сына, он приказывает Цезарю догнать армию Спартака и предложить обмен Тиберия на 500 пленных. Тем временем, в честь Крикса Спартак устраивает гладиаторские бои с пленниками, в которых лично принимает участие вместе с Ганником, Назиром, Саксой и другими опытными бойцами. Когда наступает очередь Тиберия, против него выходит Невия. В это время Спартаку докладывают, что к ним прибыл Цезарь и предлагает сделку. В бою побеждает Невия и когда она собирается добить поверженного Тиберия, её останавливает фракиец и, рассказав о предложенной сделке, решение оставляет за ней. Пересилив свои эмоции, Невия оставляет Тиберия в живых. Когда легата доставляют к Юлию, на него неожиданно нападает Кора и убивает. Цезарь оказывается обречён из-за срыва сделки, но Кора предлагает включить в сделку себя вместо Тиберия. Юлий доставляет Крассу тело Тиберия и Кору, рассказывая ложную историю его убийства одним из мятежников. Марка охватывает сильное горе. Он назначает Цезаря легатом и приказывает готовить людей к атаке. Красс сердечно принимает Кору, хоть и таит обиду и разочарование. В лагерь повстанцев прибывают освобождённые пленники, в числе которых оказывается чудом выживший Агрон, которого до этого уже успели распять. За неимением других останков, мятежники проводят похороны головы Крикса. Спартак объявляет, что больше не намерен убегать от Красса, и они выступят против него в решающем сражении. |            |                                                |                |                              |                 |             |                   |
| 33 | 10         | «Победа» «Victory»                             | Рик Джейкобсон | Стивен С. ДеНайт             | 12 апреля 2013  | SPS310      | 1,42              |
| Несколько отрядов из армии повстанцев, в каждом из которых руководитель выдаёт себя за Спартака, нападают на разные деревни, сбивая тем самым Помпея с толку. Спартак отправляет детей и неспособных сражаться людей пересечь горы, в том числе Лаэту и Сибиллу, а сам вместе с остальными намерен вступить в последний бой с Крассом, выиграв тем самым для них время. Обе армии прибывают на место сражения. Красс приглашает Спартака побеседовать наедине. Император констатирует предводителю восстания неизбежность его поражения в предстоящей битве, но не скрывает своего уважения к нему. После недолгой беседы, в ходе которой Марк осознаёт, что Цезарь солгал ему об убийце Тиберия, лидеры пожимают друг другу руки и расходятся. Красс вынуждает Кору и Цезаря рассказать правду о смерти Тиберия. Узнав о его поступках, Марк разочаровывается в сыне и прощает Кору. Наутро начинается сражение. Повстанцы успешно используют ловушки и тактические уловки против римлян, но армия Красса многократно превосходит их числом. Спартак сбивает Красса с лошади, когда тот нападает на него. Императора выносят с поля боя, но фракиец догоняет его и перебивает всю охрану. Красс вступает с ним в поединок. Тем временем, в ходе сражения гибнут Луго, Каст, Сакса и Невия. Последнюю убивает Цезарь. Ганник вступает с ним в схватку, но оказывается окружён римскими солдатами со щитами, которые нейтрализуют его. Спартак в нелёгком бою одерживает верх над Крассом, но, когда фракиец собирается нанести последний удар, ему в спину вонзаются копья, брошенные подоспевшими солдатами. Когда Красс собирается добить умирающего Спартака, неожиданно появляются Агрон и Назир на лошадях и, сбив Марка с ног, уводят своего предводителя с места битвы. Легионы Красса несут большие потери, но в конечном счёте разбивают армию мятежников. Красс приказывает распять всех пленных, включая Ганника, вдоль Аппиевой дороги. Среди распятых оказывается и Кора. Красс заявляет, что она была в рядах мятежников и не может избежать соответствующей участи, несмотря на его прощение. Тем временем, к Марку прибывает Помпей, который при содействии Метелла присваивает себе лавры победителя перед сенатом. Красс не возражает: он намерен добиться поддержки Помпея и создать триумвират. Распятый Ганник видит силуэт Эномая, который улыбается своему другу, а затем перед ним «появляются» трибуны арены, с которых восторженная публика скандирует его имя. Воодушевлённый Ганник издаёт победный рёв. Смертельно раненого Спартака доставляют к горам, где его ждут Лаэта и другие отбывшие. Агрон рассказывает, что эти люди были атакованы Помпеем и многие из них погибли. Спартак прощается со своими людьми и перед смертью говорит, что нет большей победы, чем умереть свободным человеком. Оставшиеся повстанцы хоронят своего лидера и во главе с Агроном и Назиром отправляются по ту сторону Альп. |            |                                                |                |                              |                 |             |                   |